# Carlo Respighi
Carlo Respighi (Roma, 18 novembre 1873 – Città del Vaticano, 6 giugno 1947) è stato un presbitero italiano, protonotario apostolico de numero participantium e prefetto delle cerimonie pontificie dal 1918 al 1947.

## Biografia
Nasce in Roma, nella Torre del Campidoglio, dove la famiglia risiede in quanto suo padre, Lorenzo (1824-1889), originario di Cortemaggiore, in provincia di Piacenza, è, da otto anni, su nomina di papa Pio IX, direttore dell'Osservatorio Astronomico di Roma, che vi ha sede, per poi essere spostato, nel 1937, a Monte Mario, oltre ad essere professore di astronomia presso l'Università "La Sapienza", incarichi che conserverà fino alla morte. È considerato, dopo lo Schiaparelli, il più eminente astronomo italiano del XIX secolo.
Da ragazzo accompagna spesso, nelle sue visite alle catacombe, Giovanni Battista de' Rossi, il maestro dell'archeologia cristiana, che è intimo amico della famiglia Respighi ed abita ai piedi della rampa del Campidoglio.
La sua vocazione sacerdotale si sviluppa così a contatto con la memoria dei primi martiri cristiani.
È alunno dell'Almo Collegio Capranica dal 1890 al 1896 ed ha, come condiscepoli, i futuri cardinali Benedetto Aloisi Masella, Luigi Maglione, Francesco Marchetti Selvaggiani, Clemente Micara, oltre che Eugenio Pacelli, poi papa Pio XII.
Frequenta la Pontificia Università Gregoriana e viene ordinato sacerdote nel 1895.
Esperto di musica gregoriana, già nel 1899 si segnala per i suoi studi sul Graduale Romanum del Palestrina.
Nel 1902 fonda, assieme al gesuita Angelo De Santi, la rivista Rassegna Gregoriana, che dirige fino al 1914.
L'anno successivo collabora attivamente alla stesura del motu proprio Tra le sollecitudini di papa Pio X, appena eletto, sulla musica sacra.
Già nel 1899 fa parte, quale soprannumerario, del Collegio dei maestri delle cerimonie pontificie.
Diviene sottosegretario della Sacra Congregazione Cerimoniale, incarico che tiene fino al 1918, e segretario della Commissione per la Musica e il Canto Sacro della Sacra Congregazione dei Riti.
Partecipa, come cerimoniere, al Conclave del 1914.
Il 29 maggio 1917 viene nominato protonotario apostolico ad instar participantium con l'incarico di futura successione di Francesco Riggi, prefetto delle cerimonie pontificie dal 10 settembre 1895, cui succede l'anno seguente.
Nell'arco di trent'anni, tra il 1918 e il 1947, quale prefetto delle cerimonie, coordina e dirige numerosissimi riti, a quel tempo quanto mai complessi, relativi a tre Sommi Pontefici Benedetto XV, Pio XI e Pio XII: le esequie dei papi nel 1922 e nel 1939, i relativi Conclavi, 21 concistori per la creazione di nuovi cardinali (3 di Benedetto XV, 17 di Pio XI, 1 di Pio XII), i riti per gli Anni Santi del 1925 e del 1933, le cerimonie di beatificazione e canonizzazione di innumerevoli figure, quali Giovanna d'Arco, Bernadette Soubirous, Giovanni Bosco, Giovanni Maria Vianney, Teresa di Lisieux, Roberto Bellarmino, Francesca Saverio Cabrini e molti altri.
Tra i suoi collaboratori, quali maestri delle cerimonie pontificie, vi sono, in questi anni, i futuri cardinali Paolo Giobbe, Enrico Dante, Carlo Grano, Giuseppe Antonio Ferretto, Fiorenzo Angelini.
Dall'anno 1900 è sacerdos, magister dal 1931 alla morte, del Collegium Cultorum Martyrum, curando, in particolare, dopo la firma dei Patti Lateranensi, il ripristino delle stazioni quaresimali, antichissima tradizione liturgica che, a seguito della proibizione, dopo il 1870, di ogni atto di culto pubblico fuori dalle chiese, sono cadute in disuso.
Il 24 aprile 1923 viene nominato membro effettivo del Comitato direttivo della Mostra Missionaria Vaticana per l'Anno Santo 1925.
Rettore della Basilica dei Santi Quattro Coronati al Laterano, è promosso, il 22 dicembre 1935, protonotario apostolico de numero participantium e canonico dell'Arcibasilica Lateranense.
Muore improvvisamente, all'età di 74 anni, venerdì 6 giugno 1947 alle 9.35, per un attacco cardiaco, mentre si trova negli appartamenti papali in Vaticano.
Ancora il giorno precedente aveva assistito Pio XII nella Santa Messa celebrata per la prima comunione del pronipote del papa e dei figli dei membri del corpo diplomatico.
Viene sepolto nella sua rettoria, accanto allo zio, il cardinale Pietro Respighi (1843-1913), vicario generale della diocesi di Roma dall'anno 1900 alla morte e titolare della basilica.